# سباق الطريق المداري للشبان في بطولة العالم لسباق الدراجات على الطريق 2018
سباق الطريق المداري للشبان في بطولة العالم لسباق الدراجات على الطريق 2018 (بالفرنسية: Course en ligne masculine des juniors aux championnats du monde de cyclisme sur route 2018)‏ هو سباق دراجات هوائية، وهو الموسم رقم 32 من السباق، وأقيم في 27 سبتمبر 2018، وامتدّ لمسافة 126.8 كيلومتر، وهو أحد سباقات بطولة العالم لسباق الدراجات على الطريق 2018، وهو من نوع سباق الدراجات، وقد شارك في السباق 159 متسابقاً ووصل إلى نهايته 84 متسابقاً.
فاز فيه بالمركز الأول رمكو أفينبول، وبالمركز الثاني Marius Mayrhofer ‏، وبالمركز الثالث Alessandro Fancellu ‏.

## التصنيف العام النهائي
| \| التصنيف العام \| التصنيف العام \| التصنيف العام \| التصنيف العام \| التصنيف العام \| \| العداء \| العداء \| الفريق \| الوقت \| \| \| ------------- \| -------------------------------- \| ---------------------------------------------------------------------- \| ------------- \| ------------- \| \| 1 \| رمكو أفينبول \| فريق بلجيكا لركوب الدراجات للرجال 2018 [لغات أخرى]‏ \| 3 س 03 د 49 ث \| \| \| 2 \| Marius Mayrhofer [الإنجليزية]‏ \| فريق ألمانيا لركوب الدراجات للرجال 2018‏ \| + 1 د 25 ث \| \| \| 3 \| Alessandro Fancellu [الإنجليزية]‏ \| فريق إيطاليا لركوب الدراجات للرجال 2018 [الإنجليزية]‏ \| + 1 د 38 ث \| \| \| 4 \| أليكساندر بالمر \| فريق سويسرا لركوب الدراجات 2018 [لغات أخرى]‏ \| + 1 د 38 ث \| \| \| 5 \| Frederik Wandahl [الإنجليزية]‏ \| فريق الدنمارك لركوب الدراجات للرجال 2018 [لغات أخرى]‏ \| + 3 د 20 ث \| \| \| 6 \| غابرييل بينديتي [لغات أخرى]‏ \| فريق إيطاليا لركوب الدراجات للرجال 2018 [الإنجليزية]‏ \| + 3 د 20 ث \| \| \| 7 \| Aloïs Charrin [الإنجليزية]‏ \| فريق فرنسا لركوب الدراجات للرجال 2018 [لغات أخرى]‏ \| + 3 د 20 ث \| \| \| 8 \| Kevin Vermaerke [الإنجليزية]‏ \| فريق الولايات المتحدة لسباق الدراجات الهوائية للرجال 2018 [الإنجليزية]‏ \| + 3 د 20 ث \| \| \| 9 \| Antonio Tiberi [الإنجليزية]‏ \| فريق إيطاليا لركوب الدراجات للرجال 2018 [الإنجليزية]‏ \| + 3 د 20 ث \| \| \| 10 \| شون كوين [الإنجليزية]‏ \| فريق الولايات المتحدة لسباق الدراجات الهوائية للرجال 2018 [الإنجليزية]‏ \| + 3 د 25 ث \| \| |                      |                                                            |               |  |
| |                      |                                                            |               |  |
| مصدر: ProCyclingStats |                      |                                                            |               |  |
| التصنيف العام |                      |                                                            |               |  |
| العداء | العداء               | الفريق                                                     | الوقت         |  |
| 1 | رمكو أفينبول         | فريق بلجيكا لركوب الدراجات للرجال 2018 ‏                    | 3 س 03 د 49 ث |  |
| 2 | Marius Mayrhofer ‏    | فريق ألمانيا لركوب الدراجات للرجال 2018‏                    | + 1 د 25 ث    |  |
| 3 | Alessandro Fancellu ‏ | فريق إيطاليا لركوب الدراجات للرجال 2018 ‏                   | + 1 د 38 ث    |  |
| 4 | أليكساندر بالمر      | فريق سويسرا لركوب الدراجات 2018 ‏                           | + 1 د 38 ث    |  |
| 5 | Frederik Wandahl ‏    | فريق الدنمارك لركوب الدراجات للرجال 2018 ‏                  | + 3 د 20 ث    |  |
| 6 | غابرييل بينديتي ‏     | فريق إيطاليا لركوب الدراجات للرجال 2018 ‏                   | + 3 د 20 ث    |  |
| 7 | Aloïs Charrin ‏       | فريق فرنسا لركوب الدراجات للرجال 2018 ‏                     | + 3 د 20 ث    |  |
| 8 | Kevin Vermaerke ‏     | فريق الولايات المتحدة لسباق الدراجات الهوائية للرجال 2018 ‏ | + 3 د 20 ث    |  |
| 9 | Antonio Tiberi ‏      | فريق إيطاليا لركوب الدراجات للرجال 2018 ‏                   | + 3 د 20 ث    |  |
| 10 | شون كوين ‏            | فريق الولايات المتحدة لسباق الدراجات الهوائية للرجال 2018 ‏ | + 3 د 25 ث    |  |

## وصلات خارجية
- الموقع الرسمي
- لمحة عن سباق سباق الطريق المداري للشبان في بطولة العالم لسباق الدراجات على الطريق 2018 على موقع  ProCyclingStats   (برو  سايكلنج  ستاتس) - إحصاءات  محترفي  الدراجات.
- سباق الطريق المداري للشبان في بطولة العالم لسباق الدراجات على الطريق 2018 على موقع إحصائيات الدراجات الإحترافية (الإنجليزية)